# Fabien De Waele
Fabien De Waele (Oudenaarde, 19 mei 1975) is een voormalig Belgisch wielrenner.

## Belangrijkste overwinningen
1996
- Vlaamse Pijl

1998
- Japan Cup

2001
- 1e etappe Parijs-Nice
- 1e etappe Dauphiné Libéré

2002
- Brabantse Pijl

## Resultaten in voornaamste wedstrijden
| Jaar | Ronde van Italië | Ronde van Frankrijk | Ronde van Spanje |
| ---- | ---------------- | ------------------- | ---------------- |
| 1997 |                  |                     |                  |
| 1998 |                  |                     |                  |
| 1999 |                  | 108e                |                  |
| 2000 |                  |                     |                  |
| 2001 |                  | opgave              |                  |
| 2002 |                  | opgave              |                  |
| 2003 |                  |                     |                  |

| Jaar | Milaan-San Remo | Gent-Wevelgem | Ronde van Vlaanderen | Parijs-Roubaix | Amstel Gold Race | Luik-Bast.‑Luik | Parijs-Tours | Omloop Het Volk | Brabantse Pijl |
| ---- | --------------- | ------------- | -------------------- | -------------- | ---------------- | --------------- | ------------ | --------------- | -------------- |
| 1997 |                 |               |                      |                |                  |                 | 124e         |                 |                |
| 1998 |                 |               |                      |                |                  |                 | 18e          |                 |                |
| 1999 |                 | 22e           |                      |                |                  | 58e             |              | 14e             |                |
| 2000 |                 |               | 60e                  | 66e            |                  |                 | 36e          | 44e             |                |
| 2001 | 148e            | 32e           | 45e                  |                |                  |                 |              | 5e              | 13e            |
| 2002 |                 |               | 80e                  |                |                  |                 |              | 55e             | ↑              |
| 2003 |                 |               | 22e                  |                | 58e              |                 |              |                 | 28e            |